# Naamah (группа)
Naamah — польская музыкальная группа, исполняющая прогрессивный рок с элементами металла и готик-рока. Образована в Варшаве в 1996 году.
Название образовано от слова Naamah.

## Текущий состав группы
- Анна Панаш — вокал
- Миколай Шалковский — электрогитара
- Адам Шевчик — клавишные
- Мартин Стасяк — бас-гитара
- Кшиштоф Шалковский — барабаны и перкуссия

## Бывшие участники группы
- Michal Kaza — вокал
- Anna Polak — вокал
- Marta Frakstein — вокал
- Adam Kaliszewski — электрогитара
- Marcin Smolen — электрогитара
- Paulina Dzierza — бас-гитара
- Michal Owczarczyk — клавишные
- Dariusz Ojdana — клавишные
- Pawel Slusarczyk — барабаны
- Marek Kulakowski — барабаны
- Tomasz Grochowski — барабаны

## Дискография
- (1997) Dejaniry (MC концертная запись)
- (1997) Metal Against Racial Prejudice (MC компиляция)
- (1999) Magia (CD/MC демо)
- (2000) Naamah Live — Imielin (CD самоиздание)'
- (2000) Eternal Fear (SP MC)
- (2000) Naamah (CD/MC самоиздание)
- (2001) Ursynowski Rock (CD компиляция)
- (2003) Dark Stars (CD/MC Metal Mind Productions)
- (2003) Ultima (CD/MC Metal Mind Productions)
- (2004) In Goth We Trust (компиляция DVD / CD Metal Mind Productions)
- (2004) Resensement (CD Metal Mind Productions)